# Colisión de buques

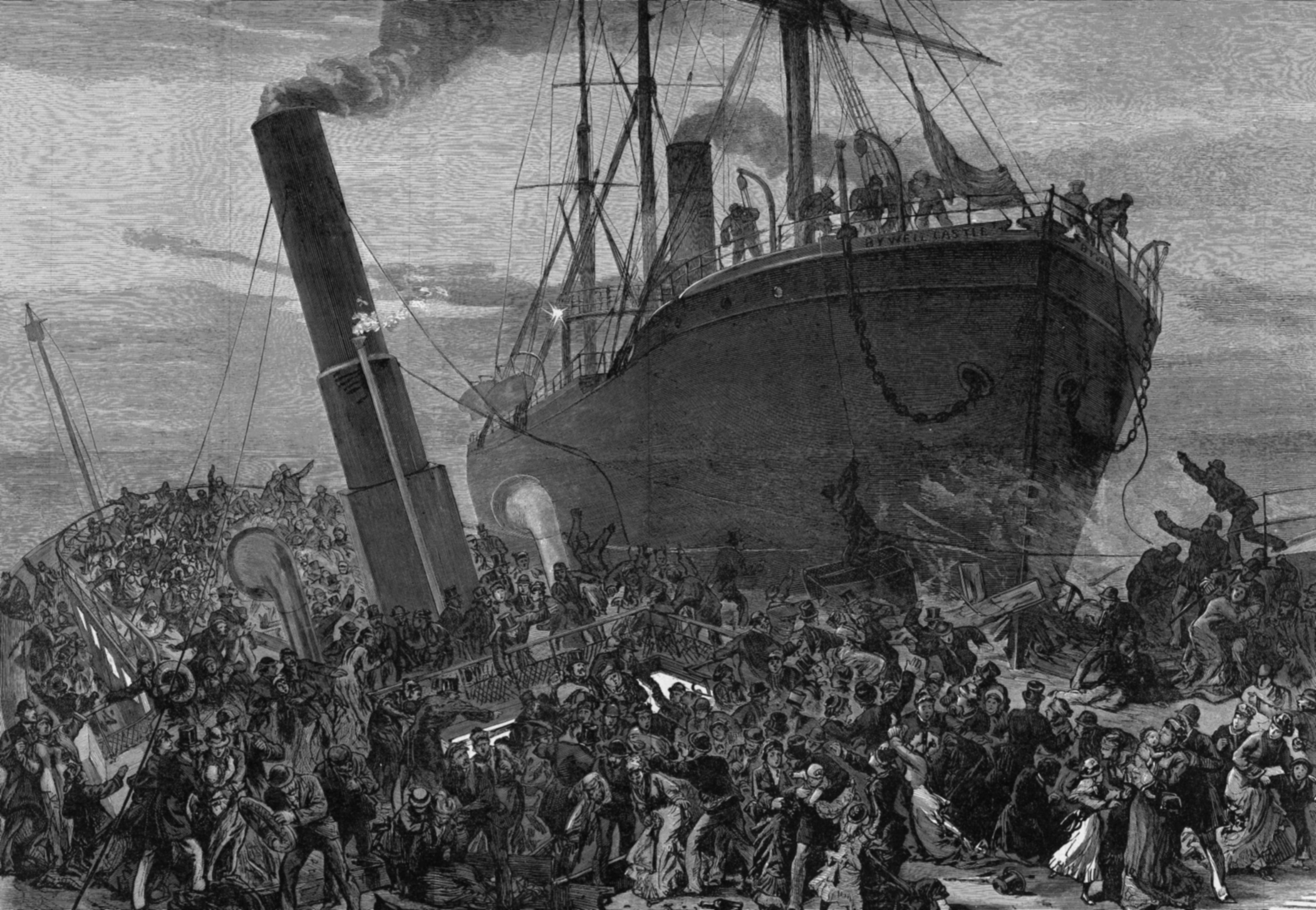
Dibujo de una colisión entre los buques Princess Alice y Bywell Castillo en el río Támesis. Publicado originalmente el 12 de octubre de 1878.

Colisión de buques o abordaje es el impacto estructural entre dos buques o un objeto flotante o fijo, como un iceberg.

## Colisión

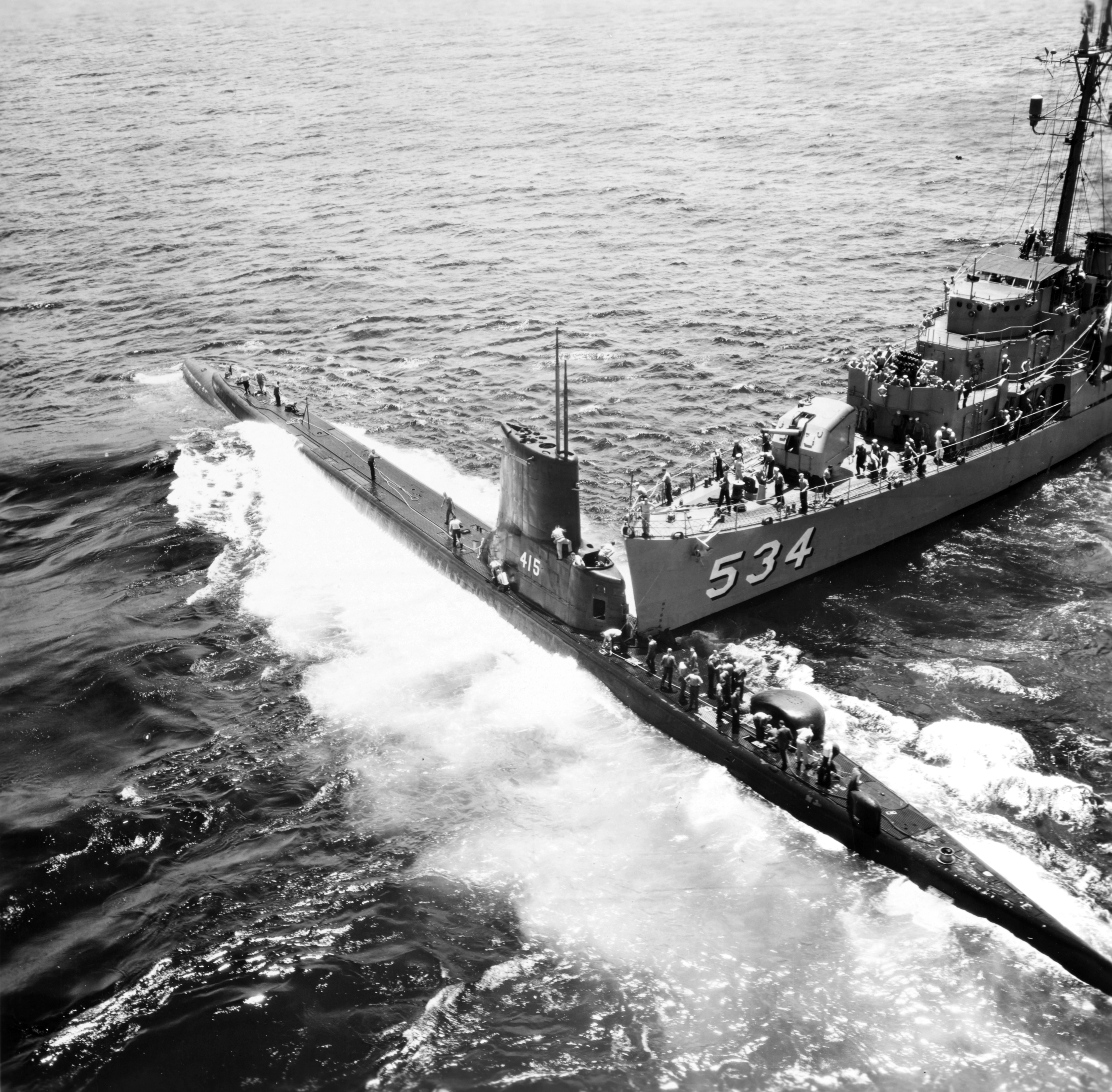
Colisión entre el submarino USS Stickleback y el destructor USS Silverstein el 29 de mayo de 1958 en unas maniobras militares.

Las colisiones con embarcaciones son de particular importancia en los accidentes marítimos. Algunas de las razones para este último son:
- La pérdida de vidas humanas.
- El impacto ambiental ya que parte de la carga o combustible puede terminar en el agua. Con el consiguiente daño a la vida marina. Si está involucrado algún gran buque cisterna el derramamiento de petróleo puede ser muy grande, como en el caso del Exxon Valdez.[2]
- Las consecuencias económicas para las comunidades locales cercanas al accidente.
- Las consecuencias financieras a los armadores, debido a la pérdida o a las sanciones.
- Los daños a la infraestructura costera, por ejemplo, la colisión con puentes .

Como las vías marítimas están cada vez más congestionadas y la velocidad de los buque es mayor, aumenta la posibilidad de que un buque puede experimentar un accidente importante en su vida. Por otro lado los reglamentos para prevenir los abordajes y la mejora en la tecnología radar de posicionamiento y de comunicaciones hacen disminuir esa posibilidad. 
Debido a masas extremadamente grandes y velocidades relativamente altas hacen por un lado que la inercia se muy elevada lo cual dificulta la maniobras y por otro lado la energía disipada en un accidente también sea muy elevada, lo cual produzca grandes daños aun en pequeños accidentes. Por otro lado la gran obra muerta de algunos barcos en lastre y las grandes superestructuras de otros como los cruceros hace que el viento sea un factor peligroso en el control del buque.
Legalmente hablando, cuando dos o más embarcaciones colisionan entre sí recibe la clasificación de abordaje y debe aplicarse la ley que recoja el Convenio de Bruselas de 23 de septiembre de 1910. En este también se fijó que los daños producidos por la ola, la succión al pasar demasiado cerca un barco de otro se considerara abordaje, aunque no exista contacto físico entre ambos. Por otro lado cuando la embarcación choca contra un cuerpo fijo (muelle, embarcadero, puente, etc.) o un objeto sumergido (pecio, roca, etc.) o un cuerpo flotante que no es un barco (iceberg, tronco, casco de un buque en construcción, una grúa flotante accidentada a la deriva, etc.) no se considera abordaje y se aplicará la legislación común.

## Ejemplos famosos de los distintos tipos de colisiones
- Colisión entre dos buques, abordaje:  el Andrea Doria y el Stockholm[3] a consecuencia de este accidente surgió el Reglamento Internacional para Prevenir Abordajes (RIPA)
- Colisión de un buque con objeto flotante: Titanic[4]
- Colisión de un buque con objeto sumergido: Costa Concordia[5]
- Colisión de un buque contra un objeto fijo: el Lake Illawarra contra el puente Tasman[6]

## Legislación
El título VI Capítulo I del proyecto de Ley General de Navegación Marítima española se refiere al abordaje. El artículo 370 da la definición legal de abordaje.